# Kryogén
Kryogén (anglicky Cryogenian) je geologické období spadající pod neoproterozoikum. Začalo před 720 miliony (počátek byl zvolen a neodpovídá žádné geologické události) a skončilo před 635 miliony lety. Mezinárodní stratigrafická komise schválila v roce 1990 název období (původně začínalo před 850 miliony let), který je odvozen od řeckých slov κρύος (mráz) a γένεσις (zrození). V tomto období došlo ke dvěma patrně největším zaledněním v historii planety Země – sturtovské před 720–660 miliony lety a marinovské před 650–635 miliony lety – někteří vědci dokonce soudí, že led tehdy pokrýval veškerý zemský povrch (teorie sněhové koule). Patrně jim předcházelo další zalednění, kterému předcházela erupce před 752 miliony let. Kryogén patrně zahájil vulkanismus z doby před 717 miliony let v oblasti Franklinovy velké magmatické provincie. Během kryogénu došlo k rozpadu superkontinentu Rodinie, z této doby také pochází impaktní kráter Strangways v severní Austrálii. Z tehdejších životních forem jsou známy krytenky a houbovci. Před kryogénem dopadlo velké množství spršek asteroidů. Po kryogénu následovala ediakara, kdy vzestup teplot vedl k prudkému urychlení evoluce.